# Lijst van rijksmonumenten in Cothen
De plaats Cothen telt 27 inschrijvingen in het rijksmonumentenregister. Hieronder een overzicht.
| Object | Oorspronkelijke functie?  | Bouwjaar        | Architect | Locatie                                             | Coördinaten?                  | Nr.?   | Afbeelding                                                                                              |
| --- | ------------------------- | --------------- | --------- | --------------------------------------------------- | ----------------------------- | ------ | --- |
| Drie verdiepingsloze panden onder een zadeldak; nr. 1 en 2 met ongepleisterde lijstgevel; nr. 3 met gepleisterde rechte gevel. De vensters met luiken behangen. Een geheel vormend met het buurnummer 4 | Dienstwoning              | 19e eeuw        |           | De Brink 1-3                                        | 51° 59' 48" NB, 5° 18' 49" OL | 11514  | Meer afbeeldingen                                                                                       |
| Verdiepingsloos pand onder zadeldak; gepleisterde rechte gevel. Vensters met luiken behangen. Vormt een geheel met de buurnummers 1, 2, en 3                                                            | Woonhuis                  | 19e eeuw        |           | De Brink 4                                          | 51° 59' 49" NB, 5° 18' 49" OL | 11515  | Meer afbeeldingen                                                                                       |
| Boerderij, gepleisterd huis met rechte daklijst, rieten zadeldak, opkamer, dwarshuis | Boerderij                 |                 |           | De Brink 5                                          | 51° 59' 49" NB, 5° 18' 50" OL | 11516  | Meer afbeeldingen                                                                                       |
| Huisje met zadeldak tegen het kerkhof gelegen | Dienstwoning              |                 |           | De Brink 7                                          | 51° 59' 49" NB, 5° 18' 52" OL | 11518  | Meer afbeeldingen                                                                                       |
| Nederlands Hervormde Kerk | Kerk en kerkonderdeel     | 13e eeuw        |           | De Brink 9                                          | 51° 59' 48" NB, 5° 18' 52" OL | 11519  | Meer afbeeldingen                                                                                       |
| Laag huisje onder een dak met het nr. 20 | Woonhuis                  |                 |           | Dorpsstraat 18                                      | 51° 59' 47" NB, 5° 18' 53" OL | 11520  | Meer afbeeldingen                                                                                       |
| Laag huisje onder een dak het nr. 18 | Woonhuis                  |                 |           | Dorpsstraat 20                                      | 51° 59' 47" NB, 5° 18' 53" OL | 11521  | Meer afbeeldingen                                                                                       |
| Serie woningen onder een lang zadeldak en rechte daklijst, gepleisterd | Woonhuis                  | 18e eeuw        |           | Dorpsstraat 24                                      | 51° 59' 47" NB, 5° 18' 51" OL | 11522  | Meer afbeeldingen                                                                                       |
| Lage woning onder rieten zadeldak aan de korte zijden afgewolfd. Kleine roeden, schuiframen, muurankers                                                                                                 | Boerderij                 | 1784            |           | Dorpsstraat 34                                      | 51° 59' 54" NB, 5° 18' 42" OL | 11523  | Lage woning onder rieten zadeldak aan de korte zijden afgewolfd. Kleine roeden, schuiframen, muurankers |
| Terrein waarin overblijfselen van een nederzetting | Archeologisch monument    | Romeinse tijd   |           |                                                     | 51° 59' 21" NB, 5° 15' 45" OL | 45272  | Upload foto                                                                                             |
| Terrein waarin overblijfselen van een nederzetting | Archeologisch monument    | Romeinse tijd   |           |                                                     | 51° 59' 51" NB, 5° 18' 47" OL | 45273  | Upload foto                                                                                             |
| Terrein waarin overblijfselen van het kasteel Rijnestein | Archeologisch monument    | 14e eeuw        |           |                                                     | 51° 59' 50" NB, 5° 18' 57" OL | 45274  | Upload foto                                                                                             |
| Terrein waarin overblijfselen van een kapel | Archeologisch monument    | 13e eeuw        |           |                                                     | 51° 59' 19" NB, 5° 16' 50" OL | 45275  | Upload foto                                                                                             |
| Oog in 't Zeil | Industrie- en poldermolen | 1869            |           | Molenplein bij 3                                    | 51° 59' 54" NB, 5° 18' 41" OL | 474236 | Meer afbeeldingen                                                                                       |
| Rhijnestein | Kasteel, buitenplaats     | ca. 1300        |           | Rhijnestein 2                                       | 51° 59' 49" NB, 5° 18' 56" OL | 507442 | Meer afbeeldingen                                                                                       |
| Rhijnestein: park en tuinaanleg | Tuin, park en plantsoen   | 1850-1900       |           | Rhijnestein bij 2                                   | 51° 59' 49" NB, 5° 18' 56" OL | 507444 | Meer afbeeldingen                                                                                       |
| Rhijnestein: poortgebouw en aangebouwd koetshuis | Bijgebouwen kastelen enz. | 14e eeuw (kern) |           | Rhijnestein 1                                       | 51° 59' 51" NB, 5° 18' 56" OL | 507445 | Meer afbeeldingen                                                                                       |
| Rhijnestein: kasgebouw | Tuin, park en plantsoen   | 1900-1930       |           | Rhijnestein bij 2                                   | 51° 59' 49" NB, 5° 19' 2" OL  | 507446 | Meer afbeeldingen                                                                                       |
| Rhijnestein: koude bakken | Tuin, park en plantsoen   | 1900-1930       |           | Rhijnestein bij 2                                   | 51° 59' 49" NB, 5° 19' 2" OL  | 507447 | Meer afbeeldingen                                                                                       |
| Rhijnestein: zonnewijzer | Tuin, park en plantsoen   | 1900            |           | Rhijnestein bij 2                                   | 51° 59' 50" NB, 5° 18' 55" OL | 507448 | Meer afbeeldingen                                                                                       |
| Rhijnestein: brug over Kromme Rijn | Tuin, park en plantsoen   | 1867            |           | Rhijnestein bij 2                                   | 51° 59' 50" NB, 5° 18' 54" OL | 507449 | Meer afbeeldingen                                                                                       |
| Rhijnestein: brug over de Cother Grift | Tuin, park en plantsoen   | 1850-1900       |           | Brug over de Cother Grift;Beukenlaan/Langbroekerweg | 51° 59' 57" NB, 5° 18' 47" OL | 507450 | Meer afbeeldingen                                                                                       |
| Rhijnestein: vrijstaande tuinmanswoning tussen trianon en boomgaard gelegen | Bijgebouwen kastelen enz. | 1902            |           | Rhijnestein 3                                       | 51° 59' 52" NB, 5° 19' 2" OL  | 507451 | Meer afbeeldingen                                                                                       |
| Herberg van Friesland: schuur | Boerderij                 | 1900            |           | De Brink 6                                          | 51° 59' 50" NB, 5° 18' 51" OL | 525617 | Meer afbeeldingen                                                                                       |
| Herberg van Friesland: stenen stal | Boerderij                 | 1600-1699       |           | De Brink bij 6                                      | 51° 59' 50" NB, 5° 18' 51" OL | 527220 | Upload foto                                                                                             |
| Herberg van Friesland: erf | Boerderij                 |                 |           | De Brink bij 6                                      | 51° 59' 50" NB, 5° 18' 51" OL | 527222 | Meer afbeeldingen                                                                                       |
| Rhijnestein: hekwerk | Tuin, park en plantsoen   | 18e eeuw        |           | Rhijnestein bij 2                                   | 51° 59' 52" NB, 5° 18' 58" OL | 526272 | Meer afbeeldingen                                                                                       |
| Nieuwe Hollandse Waterlinie Cluster 902 Waterwerken Kromme Rijn: Schutsluis | Fort, vesting en -onderdl | 1870            |           | Kerkweg 24                                          | 51° 59' 60" NB, 5° 18' 33" OL | 532494 | Meer afbeeldingen                                                                                       |
| Waterwerken Kromme Rijn: Sluiswachterswoning | Militair verblijfsgebouw  | 1870            |           | Kerkweg 24                                          | 51° 59' 59" NB, 5° 18' 31" OL | 532497 | Upload foto                                                                                             |